# Radula campanigera
Radula campanigera là một loài rêu trong họ Radulaceae. Loài này được Mont. mô tả khoa học đầu tiên năm 1844.